# 아우구스트 프리드리히 크리스티안 빌마르

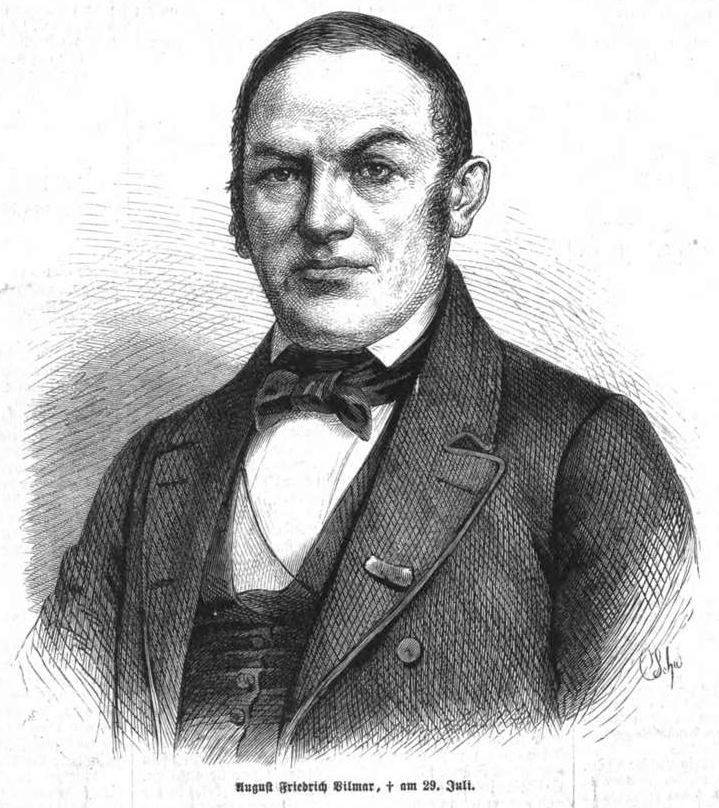

아우구스트 프리드리히 크리스티안 빌마르(August Friedrich Christian Vilmar, 1800년 11월 21일-1868년 7월 30일)은 독일의 루터교 신학자이다. 마르부르크 대학에서 신학공부를 했으며 터툴리안과 이레네우스와 같은 교부들에게 영향을 받고 아우크스부르크 신앙고백으 연구하고 루터교의 변호자가 되었고 1855년 말버그 대학교의 교수가 되었다.